# Rue du Château (Brest)
La rue du Château est une voie située dans le centre-ville de Brest, dans le Finistère. Elle relie la place du Château à la rue Clemenceau.

## Situation et accès
La rue débute à la place du Château, au pied du Château de Brest, et s’étend vers l’est jusqu’à la rue Clemenceau. Elle borde le Jardin De Gaulle, le Comœdia, la banque de France et le Jardin Kennedy. Elle est desservie par les lignes de bus et la station de tramway « Siam ».

## Origine du nom
Elle tient son nom du château de Brest. Pendant la Révolution française, elle porta le nom de « rue de l’Égalité », avant que son nom historique ne soit restauré au début du XIXᵉ siècle.

## Historique
La rue du Château trouve son origine dans le plan d’aménagement urbain établi par Vauban en 1694, qui envisageait un axe structurant intra-muros reliant le château de Brest aux fortifications de la ville. Sa réalisation fut progressive et étalée sur plus d’un siècle.
La première maison, bâtit vers 1690, par Jean Gaillard, sieur de Portarieu, écrivain du Roi, deviendra l'institution du petit couvent.
Le premier tronçon de la rue fut construit en 1702, partant des remparts pour rejoindre le « Petit Couvent », aujourd’hui l’emplacement de la Banque de France. Cette section portait alors le nom de « rue Neuve du Château ». En 1712, elle fut prolongée jusqu’à la rue de Porstrein, devenue rue d’Aiguillon, et prit le nom de « rue de Plœuc », en hommage à un capitaine de vaisseau qui y possédait un terrains.
En 1748, la rue atteignit la rue Traverse-de-l’Hôpital (actuelle rue Traverse), où se trouvait un hospice, marquant ainsi une nouvelle étape dans son allongement vers l’ouest. La fin du XVIIIe siècle vit un tournant important : en 1783 puis en 1796, le génie militaire renonça à considérer la partie basse de la rue comme zone stratégique, ce qui permit l’apparition de constructions sur ce terre-plein dégagé, bien que de manière anarchique dans un premier temps. En avril 1802, la ville de Brest acquit plusieurs de ces constructions dans le but de poursuivre l’ouverture de la rue jusqu’à la place du Château, facilitant ainsi son élargissement et l’établissement d’un axe rectiligne jusqu'à la place du château.
Après les destructions de la Seconde Guerre mondiale, la rue fut reconstruite dans le cadre de la vaste entreprise d'urbanisation du centre-ville. Profitant de l’arasement des anciennes fortifications. On prolonge la voie jusqu’à la rue Clemenceau.

## Édifices disparues
- Le Petit Couvent, fondé en 1695, occupait l’îlot entre les rues du Château, Voltaire, Rampe et Aiguillon[1].
- la banque "La Société Bretonne" établie dans l'Immeuble édifié en 1865, l'ancien hôtel du "Comptoir du Finistère"[5].
- Le grand lycée de garçons, futur collège Joinville.
- L'ancien Hôtel des Postes est transféré, en 1890, de la rue Traverse (Champ-de-Bataille). Autrefois l'Hôtel de Nantes, il prit le nom d'Hôtel Lamarque, en 1866, lorsque Brest devint escale des transatlantiques.
- Un dispensaire de la Croix Rouge au n° 15
- L’hôtel des touristes au n° 19.
- L'Ancienne sous-préfecture de Brest au n° 28, au coin de la rue Jean Macé. Ce bâtiment avait accueilli la Caisse générale du Trésor vers 1820[1] et la succursale de la Banque de France en 1860[6]. Siège de la sous-préfecture, pendant trente ans, de 1860 à 1890 , il accueil quatorze sous-préfets, dont Paul Deschanel[7].
- L'institution Goez, Au n° 48, fondée en 1834, fut longtemps le seul établissement scolaire préparant aux écoles spéciales.

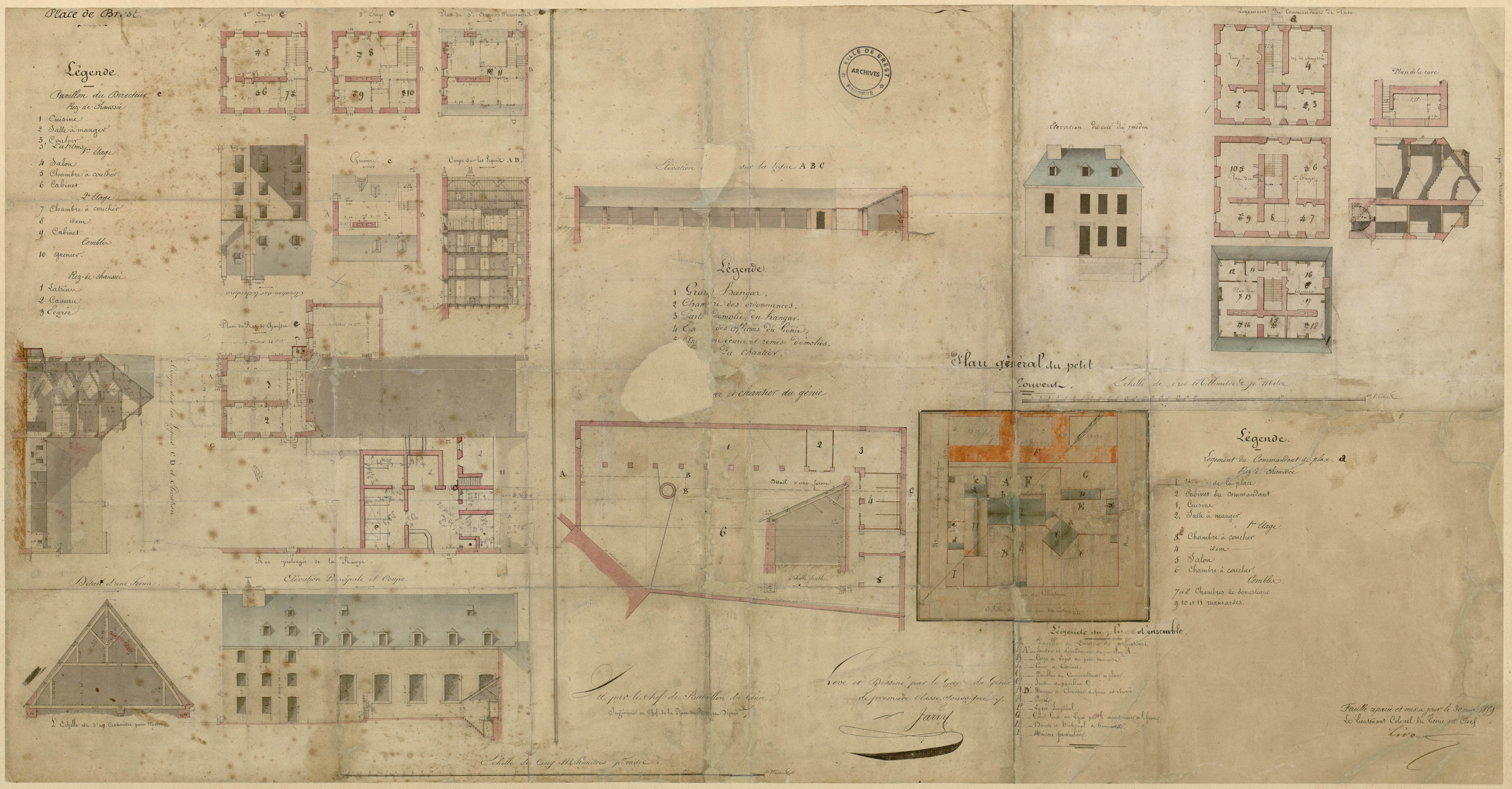
Plan de transformation du petit couvent.
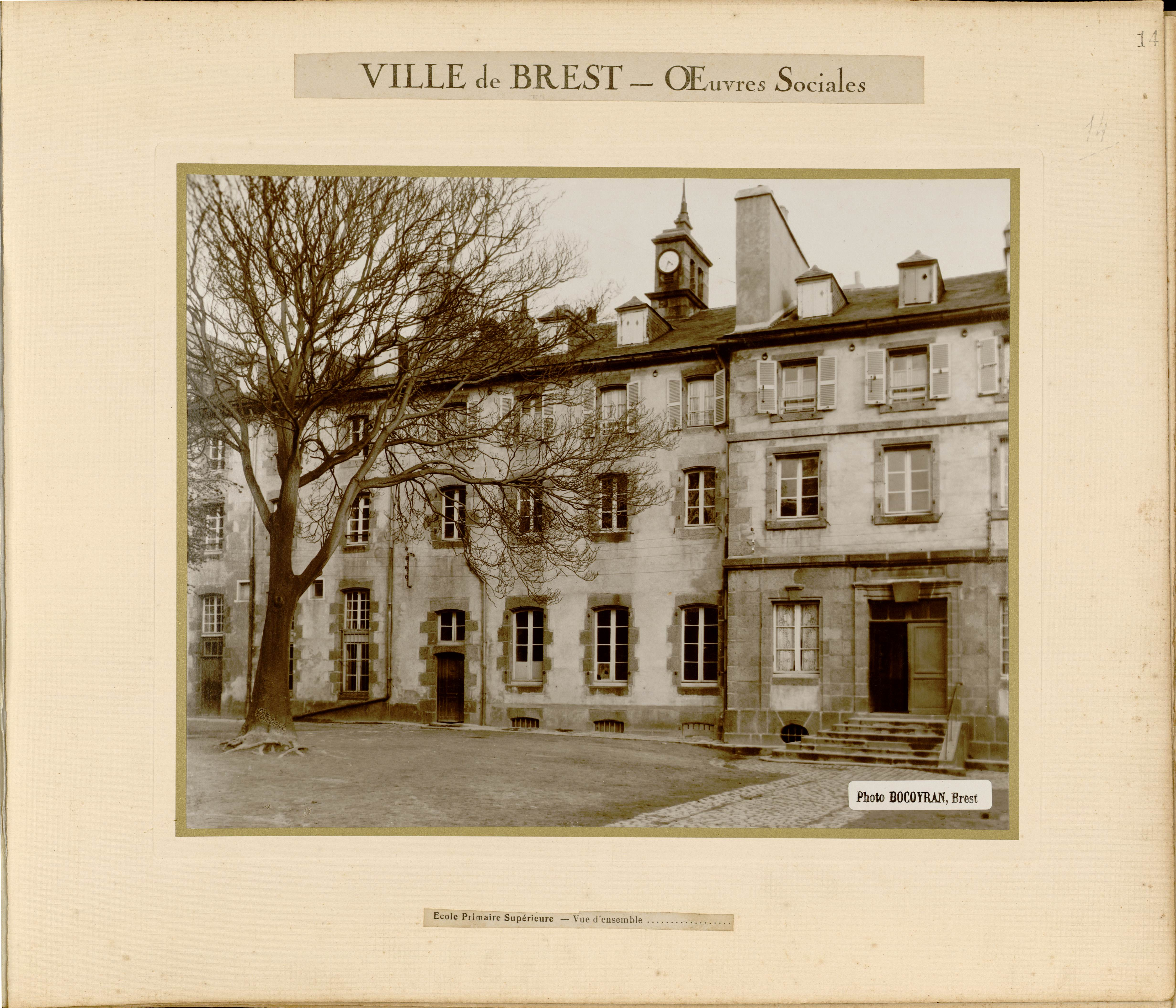
L'école primaire supérieure.
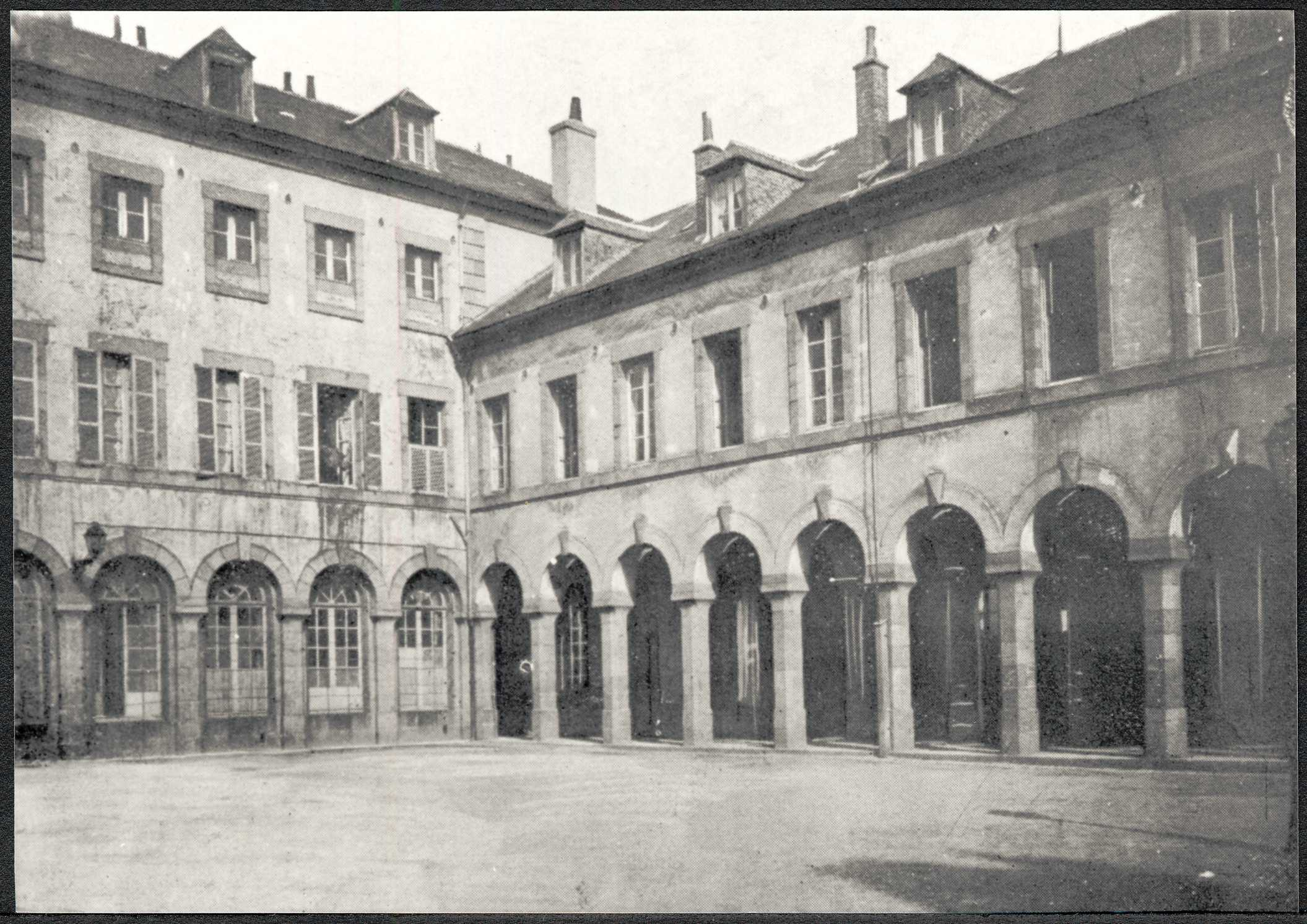
Le grand lycée de garçons.
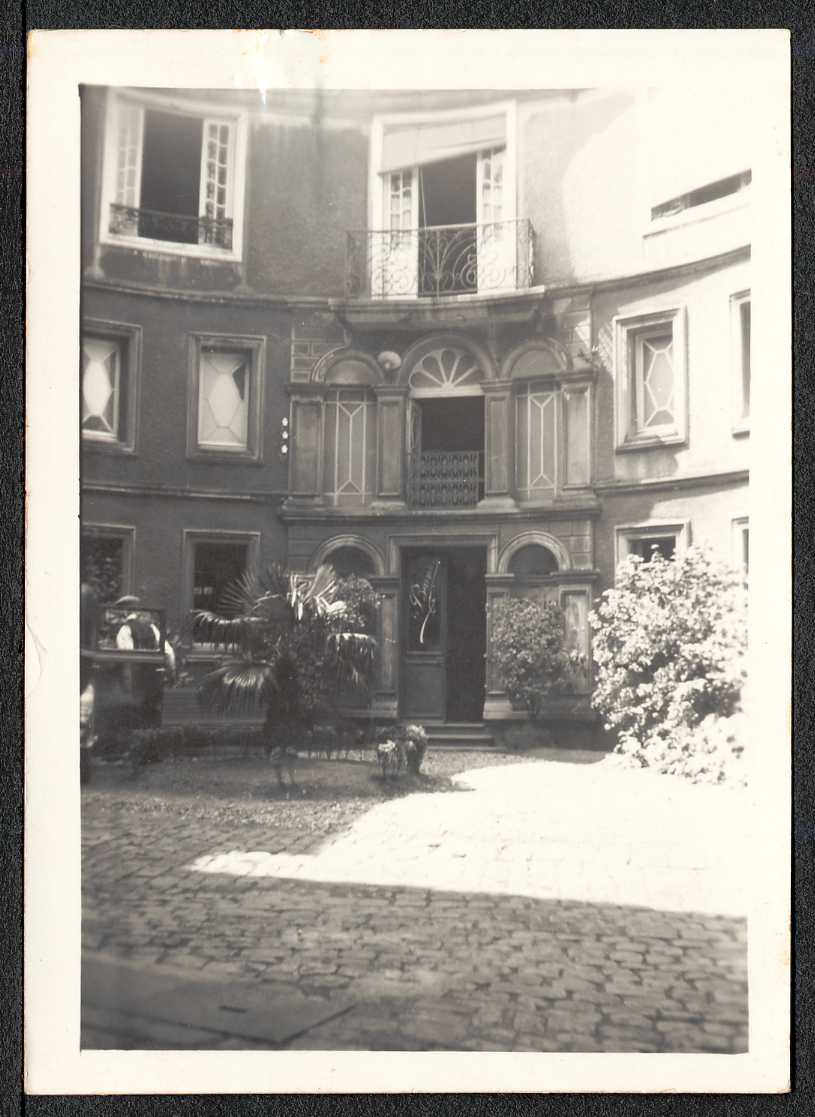
Le dispensaire de la Croix Rouge.
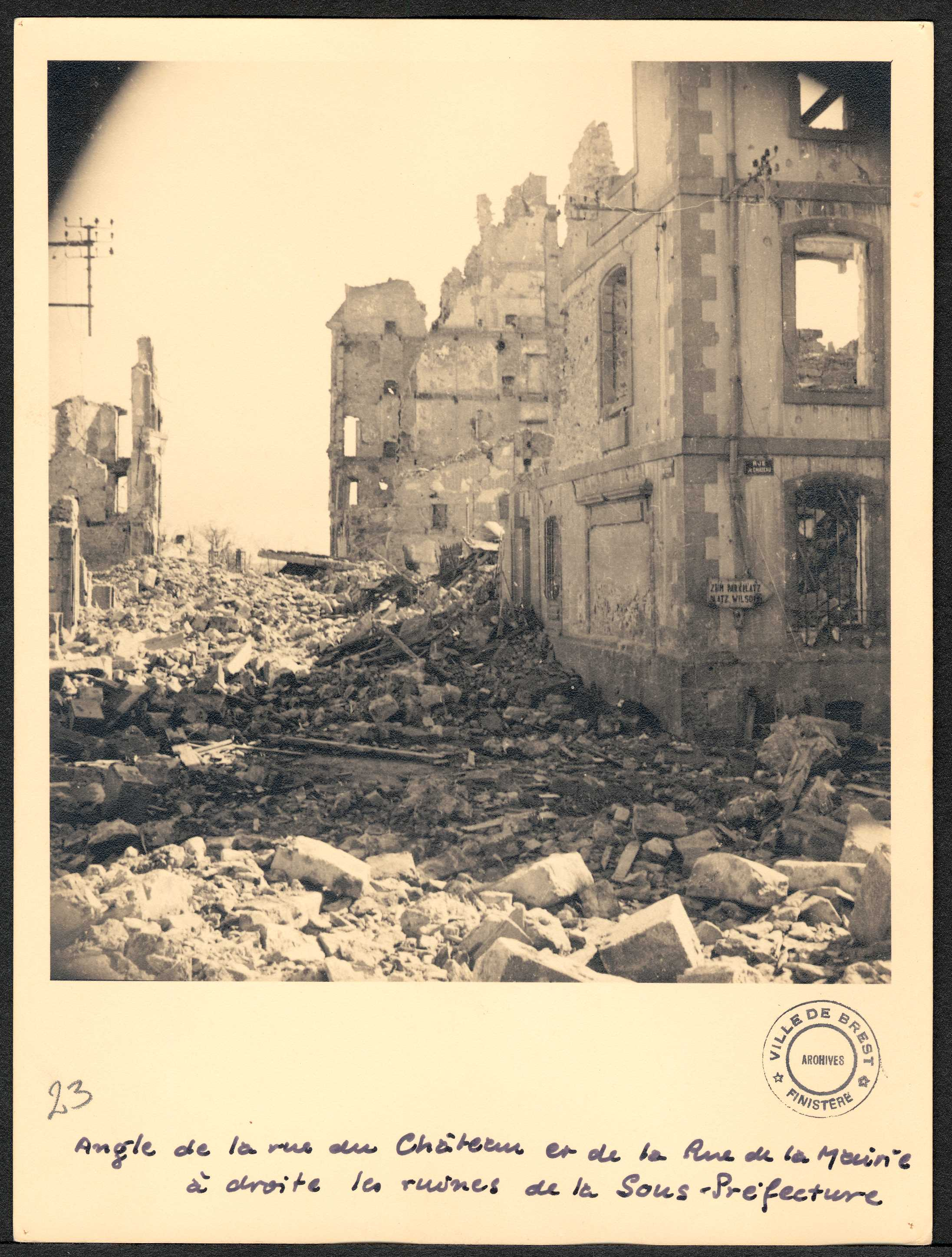
La sous-préfecture.
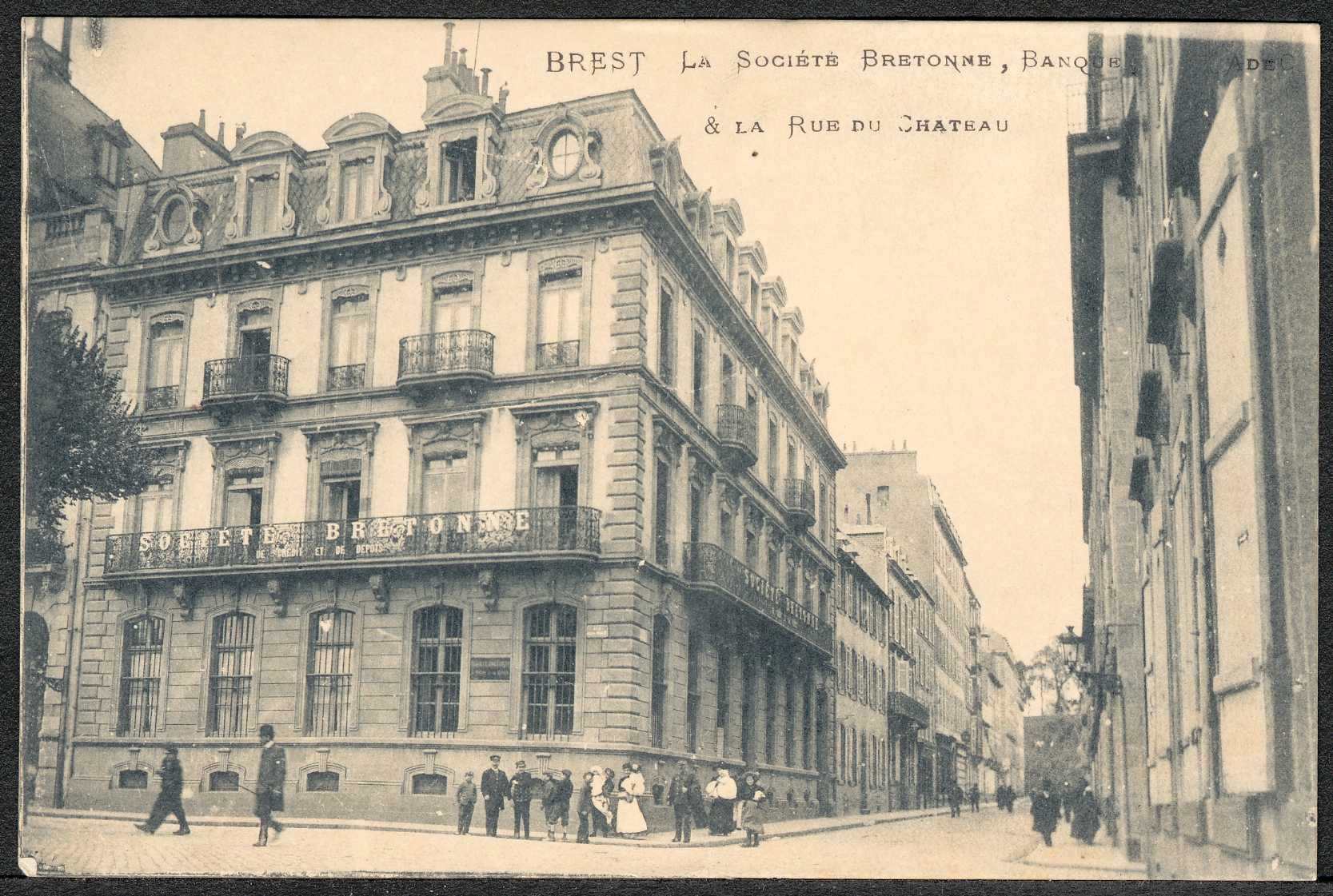
la banque "La Société Bretonne"
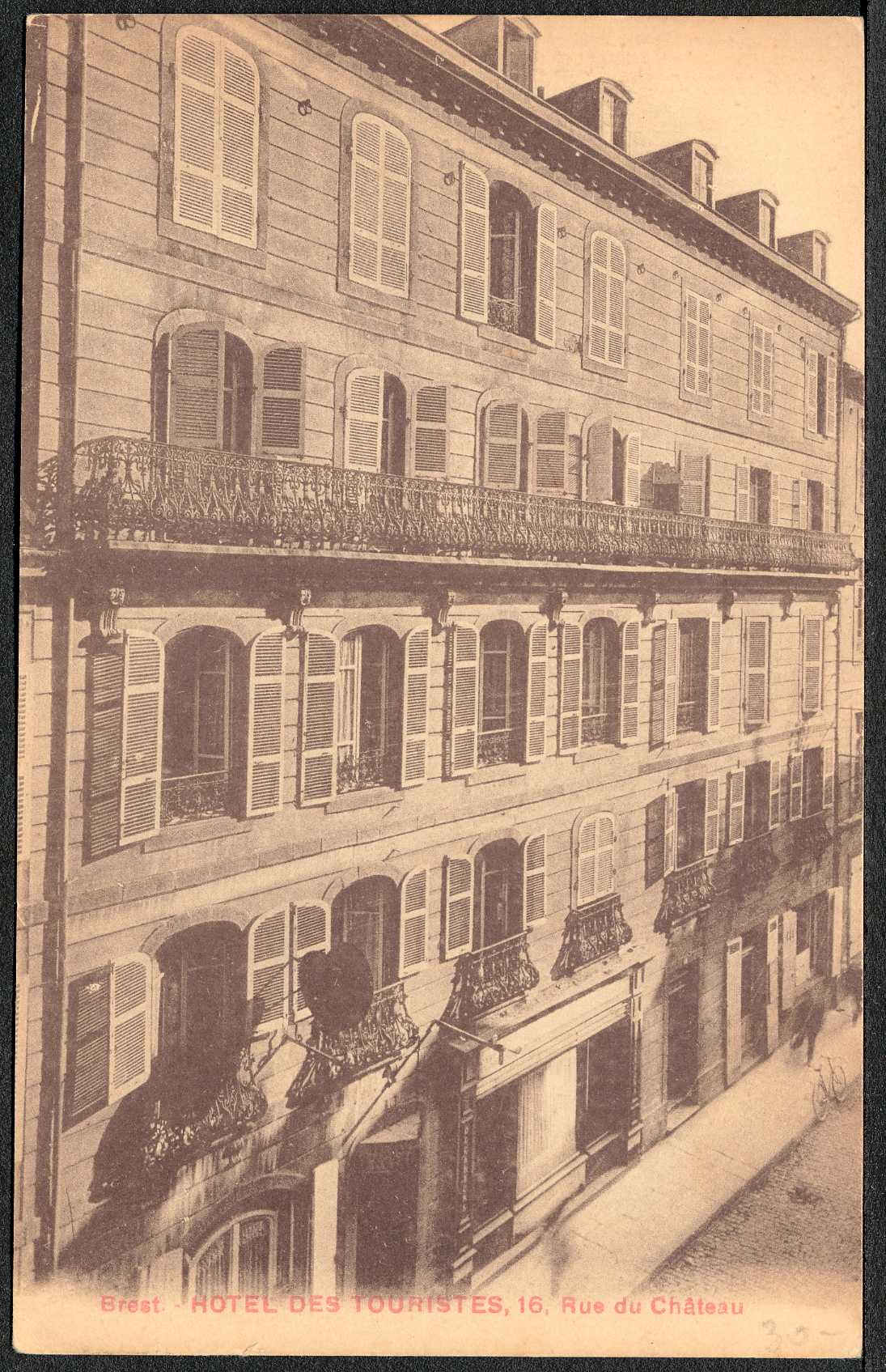
l’hôtel des touristes
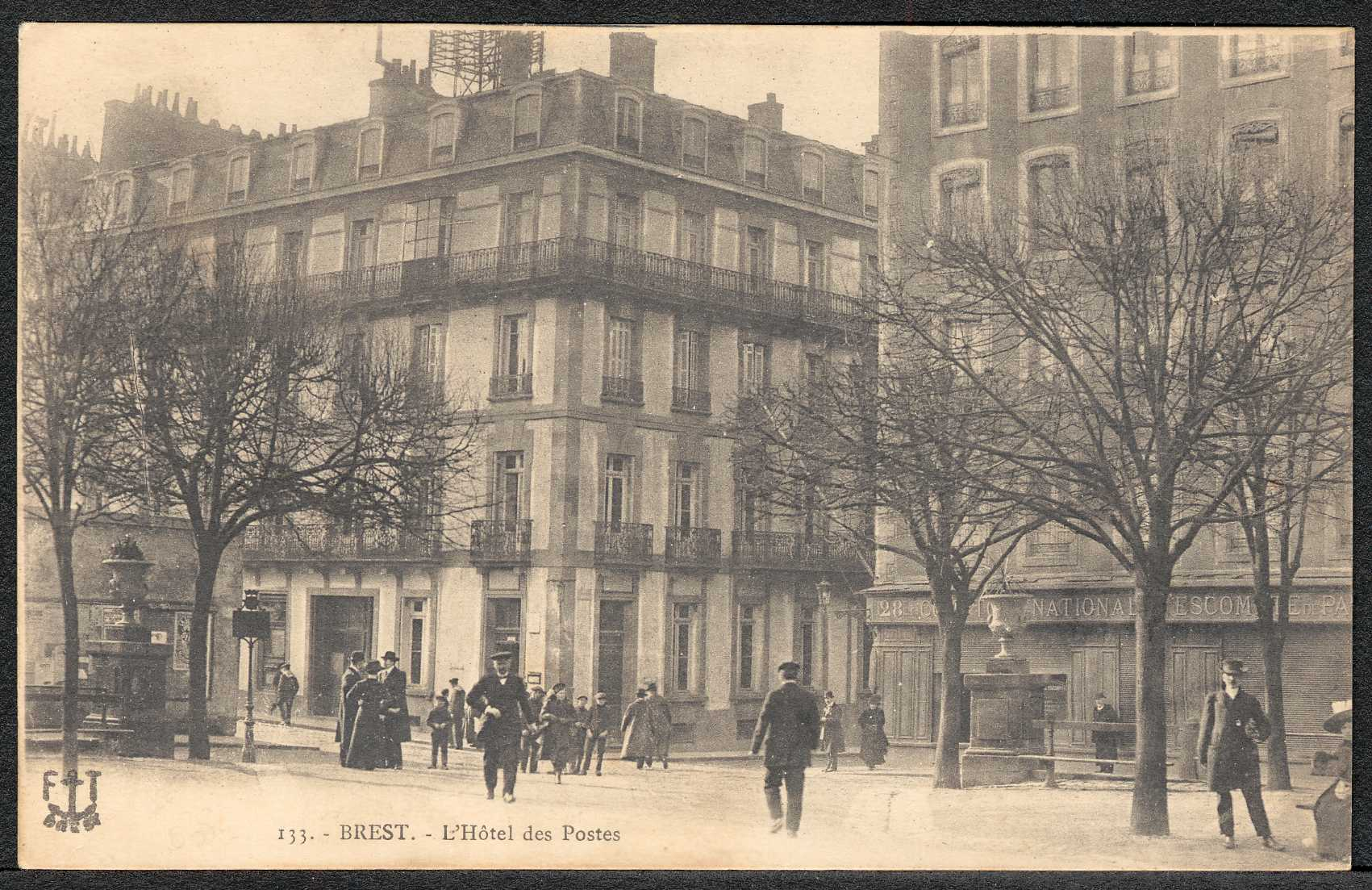
L'ancien Hôtel des postes

## Édifices remarquables
- La place Wilson, en face du bâtiment de la Banque de France.
- L'ancien Cercle Naval, au 52, était une institution de la marine nationale réservée aux officiers.
- L’école primaire publique Jean Macé[8]. Sur la façade du 43 se trouve une plaque commémorative de Lamotte-Piquet, à l'emplacement de son ancien hôtel particulier. Conçue par André Maurice, architecte de l'École navale, elle est inaugurée par le ministre de la Marine militaire Charles Dumont, le 11 novembre 1932[9].
- Le Comœdia, édifié en 1949 par Michel Ouchacoff comme théâtre et cinéma, reconverti en galerie d’art[10].
- Le conservatoire de musique et L’École européenne supérieure d’art de Bretagne (EESAB)[11], présente sur la rue depuis 1962.
- Le Jardin Kennedy et le Jardin De Gaulle bordent la rue et agrémente le cadre paysager.

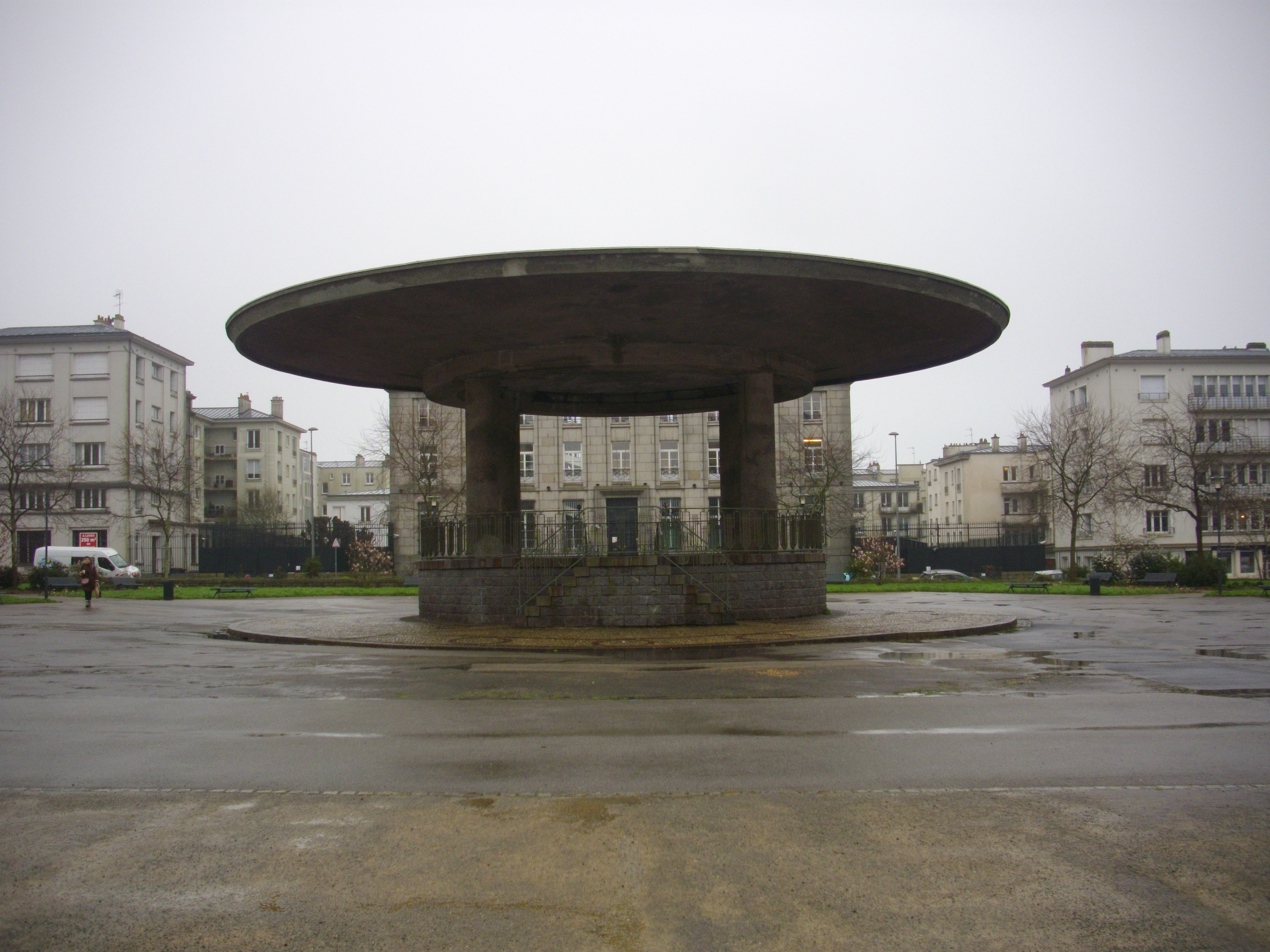
La place Wilson.
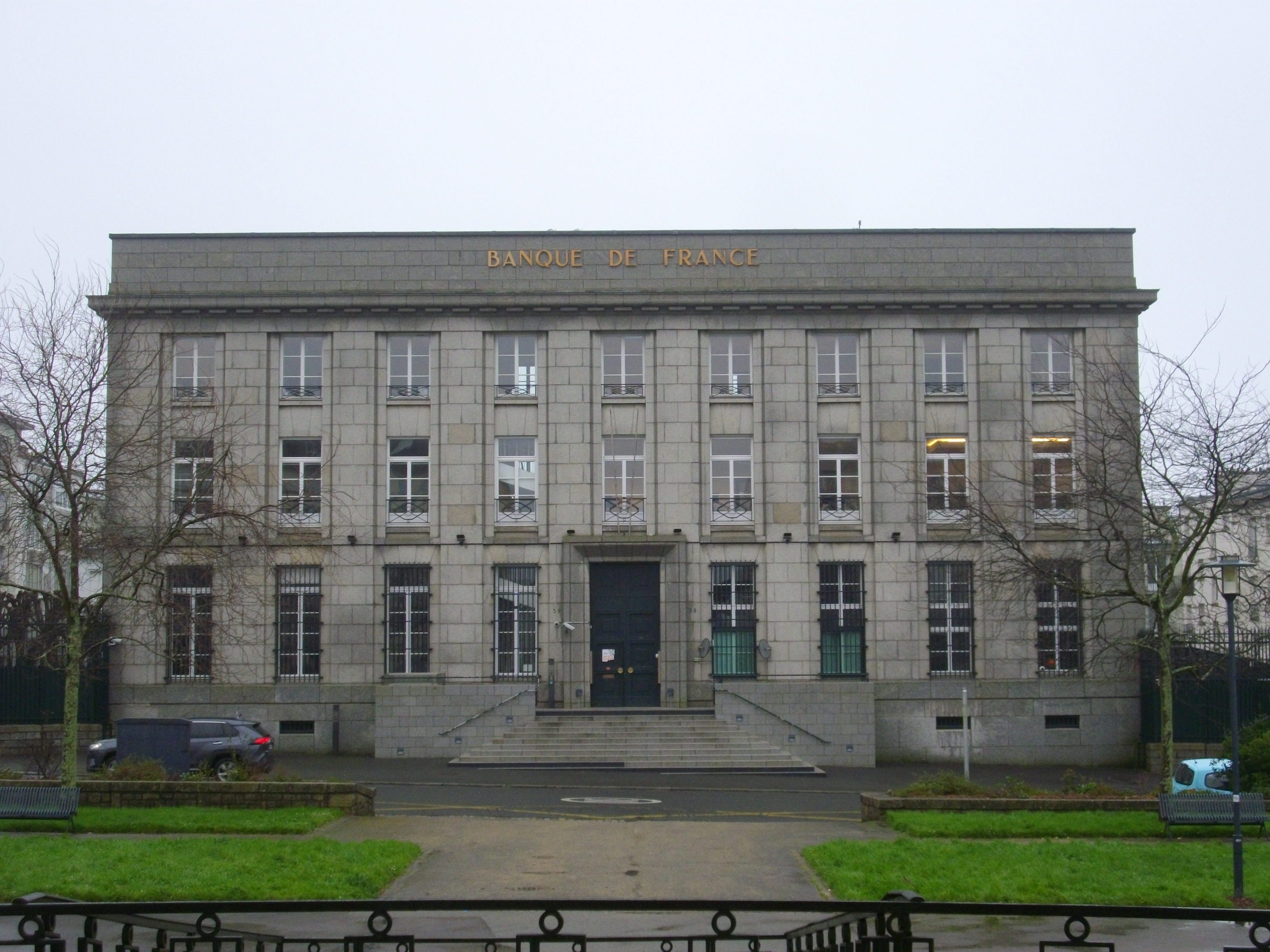
La banque de France.
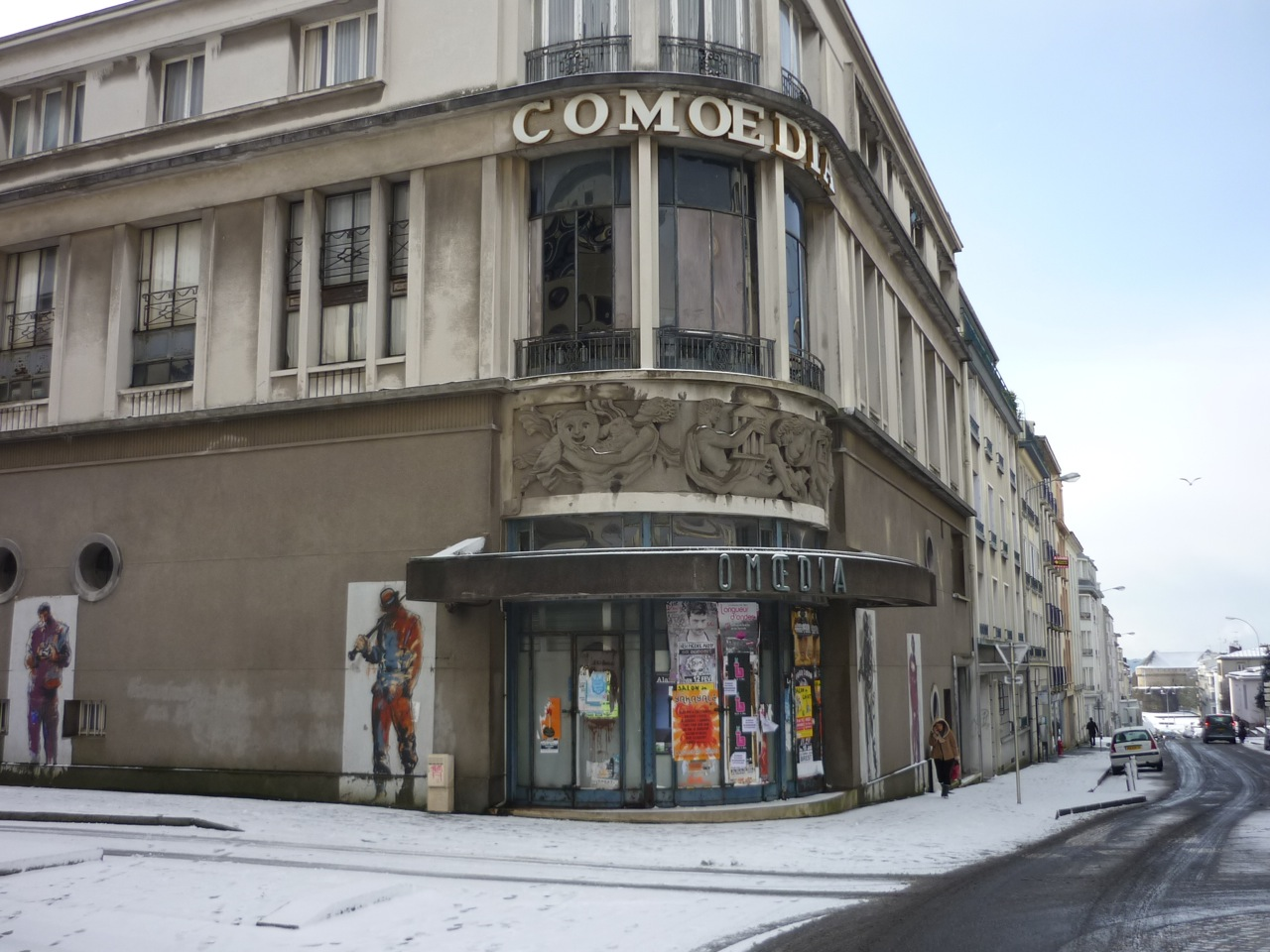
Le Comœdia.
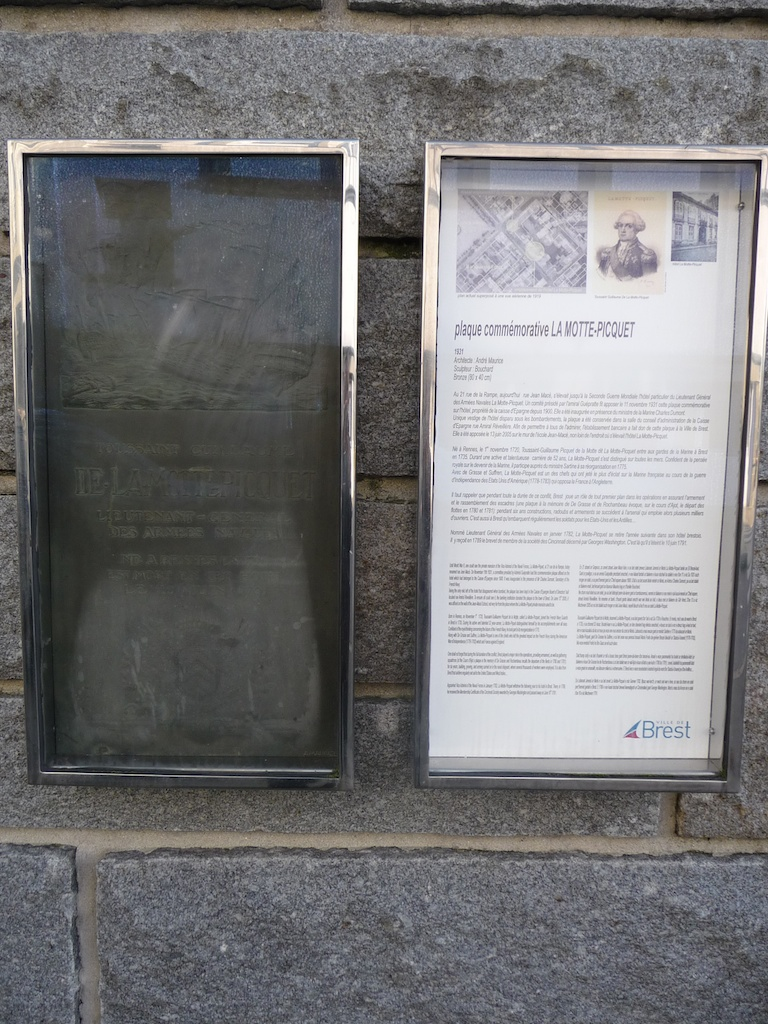
Plaque commémorative.
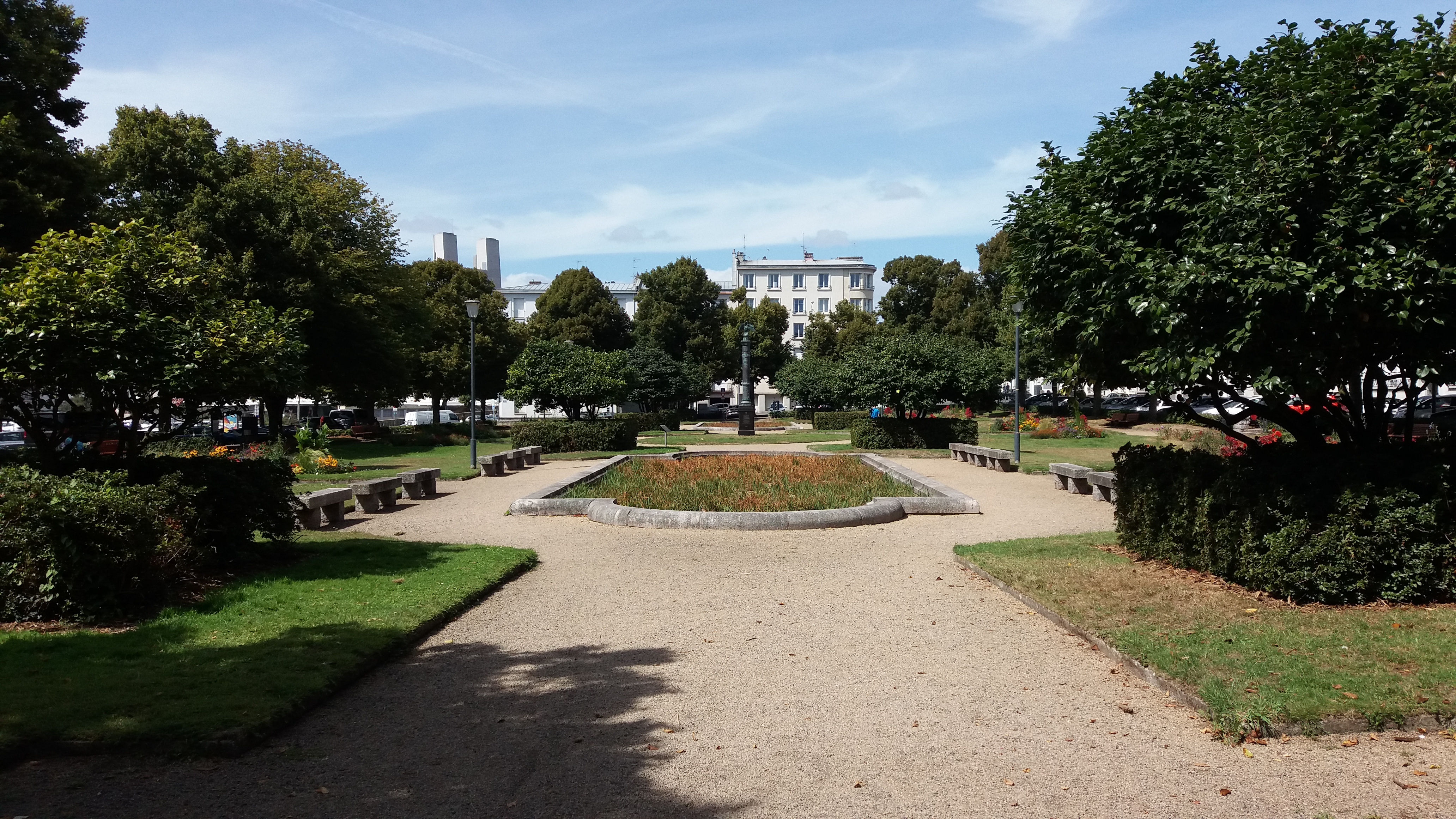
Jardin De Gaulle.

## Pour approfondir